# Широкошейный бирманский уж
Широкошейный бирманский уж (лат. Plagiopholis nuchalis) — вид змей семейства ужовых. Встречаются в Восточной, Южной и Юго-восточной Азии (Китай, Тайвань, Мьянма, Таиланд, Вьетнам, Индия, Лаос). Обитают в горных влажных лесах на высоте от 200 до 1000 м. Ведут ночной образ жизни.